# Nona Inés Vilariño Salgado
Nona Inés Vilariño Salgado (castellà: Nona Inés Vilariño)  (Ferrol, 19 d'abril de 1944) és una profesora i política gallega.
Llicenciada en Filosofia i Lletres, és professora d'Història. Membre del Partit Gallec Independent del qual va ser Secretària General durant els inicis de la Transició, es va incorporar després a la Unió de Centre Democràtic (UCD), formació amb la qual va ser elegida diputada al Congrés per la circumscripció de la Corunya en la Legislatura Constituent (1977-1979) i en la I Legislatura (1979-1982). En el seu pas pel Congrés va ser, entre altres coses, membre de la Diputació Permanent i vicepresidenta segona de la Comissió d'Educació..